# Richard L. Kagan
Richard Lauren Kagan (* 1943) ist ein US-amerikanischer Historiker und Professor sowie Autor mehrerer Werke.

## Werdegang
Kagans Eltern führten eine Drahtfabrik in New Jersey. Aufgrund seines großen Interesses für Geschichte entschied er sich gegen einen Einstieg ins Familienunternehmen. Er studierte an der Columbia University Geschichtswissenschaft und doktorierte 1968 an der University of Cambridge.
Von 1972 bis 2013 war er Professor für Geschichte an der Johns Hopkins University. In seinen Forschungen beschäftigte er sich vor allem mit der Geschichte der Neuzeit Europas. Einen besonderen Schwerpunkt legte er auf die Geistes- und Rechtsgeschichte des spanischen Reiches unter den Habsburgern. Weiter befasste er sich mit Kunstgeschichte, der Geschichte der Kartografie und der Geschichte des Städtebaus. Seine Methode beinhaltet die Integration von Literatur in das Geschichtsstudium, deshalb wurde er zusätzlich zum Professor am Department für Romanische Sprachen und Literatur ernannt.
Seine Werke befassen sich mit verschiedenen Themen aus dem spanischen Kolonialreich wie auch mit dessen Auswirkungen in Nordamerika.
Kagan erhielt Gastprofessuren in mehreren spanischen Universitäten, unter anderem in Madrid, Sevilla, Barcelona und Granada. Lehraufträge erhielt er auch an der University of Minnesota, an der Universität Bielefeld und an der University of Florida.

## Rezeption
Kagan wird von vielen Kollegen positiv rezipiert. Methoden und Inhalte seiner Forschungen werden von einem internationalen wissenschaftlichem Publikum geschätzt.
In einer Rezension von Kimberly und Rowe zu Kagan wird zum Beispiel sein Erfolg im englischsprachigen und im internationalen Raum erwähnt und die Erreichung eines internationalen wissenschaftlichen Publikums geschätzt. Sein Werk Lucrecia’s Dreams und dessen Erfolg wird erwähnt, so wie auch seine darauffolgenden Werke von einer positiven Rezeption geprägt sind.
Geoffrey Parker erwähnt in einem längeren Vorwort in The Earley Modern Hispanic World Kagans leitende Figur als Mentor für seine Studenten und umreisst seine akademische Karriere in einem lobenden Ton.
In J. B. Owens Rezension wird Geoffrey Parkers Lob an Kagans Werken erwähnt, ebenso die zentrale Rolle Kagans in der historischen Disziplin der USA. Geoffrey Parker äußert seine Kritik bezüglich der mangelnden Interdisziplinarität einiger Werke Kagans. Trotzdem wird Kagan als Verfechter der Einbeziehung der Sozialwissenschaft in die Geschichtswissenschaft beschrieben.

## Auszeichnungen
- Comendador, Orden de Isabel la Católica (23. Juni 1997)
- Resident Member, American Philosophical Society (2011)
- Corresponding Member, Hispanic Society of America
- Corresponding Member, Real Academia de la Historia, Madrid, Spain (2012)

## Schriften
- Students and Society in Early Modern Spain (1974)
- Lawsuits and Litigants in Castile, 1500–1700 (1981)
- Spanish Cities of the Golden Age (1989)
- Lucrecia’s Dreams: Politics and Prophecy in Sixteenth-Century Spain (1990)
- Mit Geoffrey Parker: Spain, Europe, and the Atlantic World (1995)
- Urban Images of the Hispanic World, 1493–1793 (2000)
- Spain in America: The Origins of Hispanism in the United States (2002)
- Inquisitorial Inquiries: The Brief Lives of Secret Jews and Other Heretics (2004)
- Mit Philip D. Morgan: Atlantic Diasporas: Jews, Conversos and Crypto-Jews, the Age of Mercantilism (2008)
- Clio and the Crown: The Politics of History in Medieval and Early Modern Spain (2009), Johns Hopkins University Press
- The Spanish Craze: America's Fascination with the Hispanic World 1779-1939 (2019), University of Nebraska Press